# Autophagie
Pour les articles homonymes, voir Autophagie (homonymie).

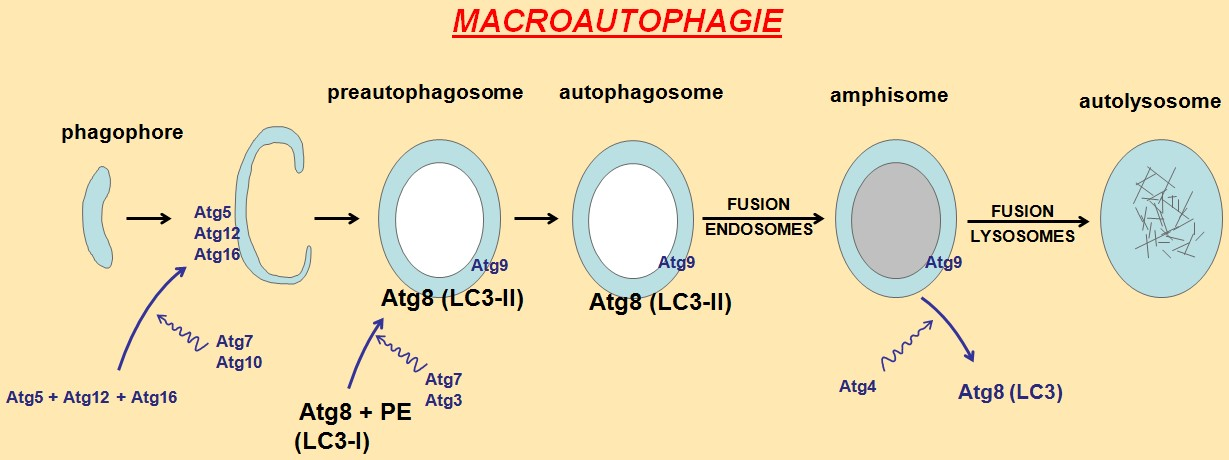
Mécanisme de l'autophagie.

L’autophagie (du grec αυτο, « soi-même », et φαγειν, « manger »), autolyse ou autophagocytose, est un mécanisme physiologique, intracellulaire, de protection et de recyclage d'éléments cellulaires : les organites indésirables ou endommagés, un pathogène introduit dans la cellule, des protéines mal repliées... sont ainsi collectés et transportés vers les lysosomes pour être dégradés. Une partie du cytoplasme est ainsi recyclée par ses propres lysosomes.
Ce mécanisme est aussi une source d’énergie et d’acides aminés en conditions stressantes pour la cellule, comme l’hypoxie, le manque de nutriments (jeûne) ou l’exposition à des traitements médicamenteux,.
Le terme autophagie regroupe plusieurs voies de dégradation lysosomale des constituants cellulaires. Ces voies diffèrent surtout par le site de séquestration du « fret » et par le type et la taille de la « cargaison » concernée. Elles sont notamment la microautophagie, l’autophagie réalisée par des protéines chaperonnes et la macroautophagie (la forme principale),.

La macroautophagie, appelée couramment autophagie, est la capture dans une double membrane lipidique (appelée « autophagosome ») de protéines ou composés cellulaires, puis la dégradation de ces composés après fusion avec un lysosome. C’est la seule voie qui puisse dégrader massivement des macromolécules et des organites. C’est une voie de dégradation alternative à celle du protéasome. En permettant le renouvellement de composants cytoplasmiques endommagés, ce mécanisme est essentiel à l'homéostasie cellulaire et évite parfois l'apoptose.
L'histolyse (du grec ἱστος signifiant « tissu ») désigne le même processus mais quand il est mobilisé par une métamorphose, par exemple chez les amphibiens quand le têtard se transforme en grenouille. L'histolyse est également présente au cours du développement embryonnaire. L'autophagie est aussi nécessaire à la réussite de processus de mobilisation de cellules souches totipotentes nécessaires à la régénération d'organes coupés ou endommagés.
Le dysfonctionnement de l'autophagie est source de maladies graves (neurodégénérescence, cancer, maladie de Crohn, etc.).
Yoshinori Ohsumi a obtenu le prix Nobel de physiologie ou médecine en 2016 pour avoir découvert des marqueurs biologiques de l'autophagie.

## Historique
Le processus de régénération de la cellule a été découvert par le Belge Christian de Duve en 1963. Ce dernier a créé le terme d'autophagie et reçu le prix Nobel en 1974.
Trente ans plus tard, Yoshinori Ohsumi, grâce à ses expériences sur la levure de boulanger, montre que les mêmes mécanismes peuvent être observés dans le corps humain et qu’ils peuvent, en cas de dysfonctionnement, déclencher certaines maladies comme le cancer, la maladie de Parkinson, le diabète et certaines maladies génétiques et neurologiques.
Ohsumi a développé des souches de levure dépourvues d'enzymes-clés soupçonnées de jouer un rôle dans l'autophagie, espérant voir ce qu'il advient des cellules lorsque le processus ne fonctionne pas comme il le devrait. En affamant la levure, les scientifiques ont découvert que les cellules développaient des vacuoles inhabituellement grandes, jouant un rôle de « décharges cellulaires » collectant les matériaux à recycler.
En 1993, Ohsumi et son équipe publient la liste des 15 gènes essentiels impliqués dans le processus.
Depuis lors, lui et d'autres ont montré que l'autophagie joue un rôle crucial dans le développement de l'embryon, la différenciation des cellules et le système immunitaire. Une défaillance de l'autophagie peut entraîner une grande variété de maladies, notamment le cancer, le diabète et la maladie de Huntington. Un système d'autophagie sain est lié à la longévité et un système défectueux peut accélérer les symptômes du vieillissement.
La découverte des gènes Atg (autophagy related genes) dans la levure, au milieu des années 1990, a été importante, non seulement pour la dissection en termes moléculaires de la macroautophagie, mais aussi pour comprendre son importance en physiologie et en physiopathologie. Il existe plus de trente gènes Atg dont plus de la moitié est impliquée dans l’autophagie. Ces gènes sont présents aussi bien dans la levure que dans les cellules de mammifères[réf. nécessaire].

## Mode de fonctionnement
Les cinq étapes de l'autophagie sont l'initiation, la nucléation, l'expansion, la maturation puis la dégradation.
Au plan cellulaire, la macroautophagie, la forme principale, débute par la formation d’une double membrane phospholipidique dans la cellule, dite phagophore, qui s’allonge, séquestre des constituants du cytoplasme avant de se refermer sur elle-même. L’autophagosome ainsi formé va ensuite fusionner avec un lysosome pour dégrader les composés capturés. Plusieurs compartiments cellulaires (le réticulum endoplasmique, l'appareil de Golgi et le réseau trans-golgien formant le système endomembranaire) et la membrane plasmique participeraient probablement à la formation de l’autophagosome.

Une quinzaine de protéines Atg sont nécessaires à sa biogenèse.

### Mécanisme moléculaire
Le déroulement du processus autophagique repose essentiellement sur deux systèmes de conjugaison, analogues aux systèmes d'ubiquitination des protéines :
- le premier conjugué, formé des protéines Atg5-Atg12, permet le recrutement du deuxième complexe sur l'autophagosome en formation, puis est recyclé vers le cytosol.
- le deuxième résulte de la conjugaison de la protéine Atg8 (MAP-LC3 chez les mammifères) à la phosphatidyléthanolamine (PE) et s’incorpore dans la membrane du pré-autophagosome. LC3 existe donc sous forme cytosolique (LC3-I) ou associé au phagosome (LC3-II = Atg8-PE). LC3-II pourrait jouer une fonction structurale permettant l’élongation et la formation de l’autophagosome mature et il constitue un marqueur cellulaire d'identification des autophagosomes.

L'autophagie sélective de constituants cellulaires est réalisée grâce à des protéines-cargos, notamment SQSTM1/p62. p62 se lie aux protéines et composés ubiquitinés et les fixe/séquestre à la membrane du phagophore grâce à sa liaison avec LC3-II. p62 est dégradé une fois que l'autophagosome a fusionné avec un lysosome, ce qui fait de lui un bon marqueur pour estimer l'activité autophagique de la cellule.

## Déclenchement
L’autophagie peut être stimulée en conditions de stress, telles que la carence en nutriments, l’absence de facteurs de croissance ou l’hypoxie. La protéine mTOR (mammalian target of rapamycin) joue un rôle-clé dans l’intégration de ces signaux et la régulation de l’autophagie. Lorsqu’elle est activée, mTor inhibe la voie de l’autophagie mais son inactivation (à la suite d'une carence en nutriments, par exemple) permet de lever l'inhibition et donc de lancer l’autophagie. Cette enzyme est la cible de la rapamycine (une drogue classiquement utilisée pour induire l’autophagie). Une autre voie déclenchant l'autophagie fait intervenir le complexe Atg6 (aussi appelé Bécline 1)/PI3 kinase de classe III. Ce complexe participe à l’induction de l’autophagie, à l’incurvation du pré-autophagosome et à la formation de l’autophagosome.

## Rôles physiologiques
L’autophagie joue un rôle important dans :
- le maintien de l’homéostasie car cette voie catabolique permet l’élimination et le remplacement continuel des protéines et des organites non fonctionnels ;
- l’adaptation et la survie des cellules soumises à des conditions de stress ;
- l’immunité innée à l’échelle de la cellule car elle permet de directement éliminer des pathogènes intracellulaires, y compris des virus intrus (on parle alors de « virophagie ») ; l'autophagie est liée à la présentation d'antigènes bactériens ou viraux, à l'aptitude de cellules immunitaires et contribue à inhiber des réactions inflammatoires excessives[15]
- l'immunité adaptative car la dégradation des protéines par autophagie génère des peptides qui seront ensuite présentés sur le complexe majeur d'histocompatibilité (CMH) ;
- le vieillissement cellulaire. En effet, l'autophagie des mitochondries, appelée mitophagie, permet la recyclage des mitochondries dysfonctionnelles[16] , lesquelles génèrent notamment du stress oxydatif causant des dommages à la cellule. Par ce biais, elle a un rôle protecteur contre le vieillissement cellulaire[17].
- le fonctionnement des neurones. Les mitochondries étant particulièrement actives dans ces cellules, leur renouvellement joue un rôle essentiel pour empêcher un stress oxydatif trop important et la dégénérescence[18],[19].

## Rôle contre les virus
Le virus est obligé d'utiliser le matériel cellulaire pour se faire dupliquer. L'autophagie (virophagie) est l'une des voies majeures de la défense de l'organisme (unicellulaire ou pluricellulaire) contre les virus.
Certains virus ont cependant, au cours de l'évolution ou en co-évoluant avec leur hôte, développé des mécanismes de contournement de l'immunité, dont en inhibant le processus autophagique ou en lui échappant.
Certains virus (coronavirus par exemple) exploitent même tout ou partie du mécanisme d'autophagie pour leur réplication.
Quand c'est le cas, l'autophagie pourrait peut-être devenir l'une des cibles d'interventions thérapeutiques nouvelles, comme l'ont proposé Didac Carmona-Gutierrez & al. (2020) dans le cadre de la lutte médicamenteuse contre le SARS-CoV-2 responsable de la pandémie de Covid-19.

## Rôle dans le cancer
L’identification de molécules impliquées dans le contrôle et l’exécution de l’autophagie a mis en lumière une étroite relation entre l’autophagie et la progression tumorale. Les cellules cancéreuses présentaient généralement une capacité autophagique plus réduite que les cellules normales. Le rôle anti-tumoral de l’autophagie est suggéré par son implication dans la réduction de l’instabilité chromosomique, de la prolifération et de l’inflammation des cellules tumorales. L’autophagie peut aussi être un mécanisme pro-tumoral en permettant la survie des cellules tumorales exposées à des variations de leur micro-environnement (hypoxie, carence nutritionnelle…). Le processus autophagique est induit en réponse à divers traitements anti-cancéreux. Cette réponse peut s'avérer être un mécanisme permettant la survie des cellules, ou favorisant et amplifiant la mort induite par ces traitements.
Une étude publiée en 2018 montre que le jeûne intermittent peut protéger les cellules normales de la toxicité des agents anticancéreux, en réduisant les effets secondaires chez les patients et en augmentant les effets néfastes de la chimiothérapie, de la radiothérapie et de la thérapie ciblée sur les cellules tumorales.

## Rôle contre les maladies neurodégénératives
Une caractéristique commune à de nombreuses maladies neurodégénératives est l’accumulation de protéines mutées ou toxiques et leur agrégation dans le cytoplasme. Ces maladies sont désignées sous le terme de « protéinopathies » et comprennent notamment la maladie de Huntington, la maladie d'Alzheimer, la maladie de Parkinson ou la maladie de Machado-Joseph (SCA-3). Ces agrégats de protéines anormales se formeraient, par exemple, à la suite d'une diminution de l’activité du protéasome. Leur présence entraîne une augmentation de cette autophagie induite qui, dans les premiers stades de la maladie, est assez efficace pour assurer leur élimination. Cependant, à un stade plus avancé, l’autophagie induite n’est plus suffisante et des inclusions protéiques se forment dans les cellules ; la stimulation de l’autophagie (par un agent pharmacologique) pourrait s’avérer efficace pour éliminer ces inclusions et ainsi lutter contre la neurodégénérescence. Des perturbations initiales de la voie autophagique ont aussi été étudiées, par exemple dans le cas de la maladie de Machado-Joseph, avec la mise en évidence d'un niveau insuffisant de la protéine bécline 1 .